# Edgar Barth

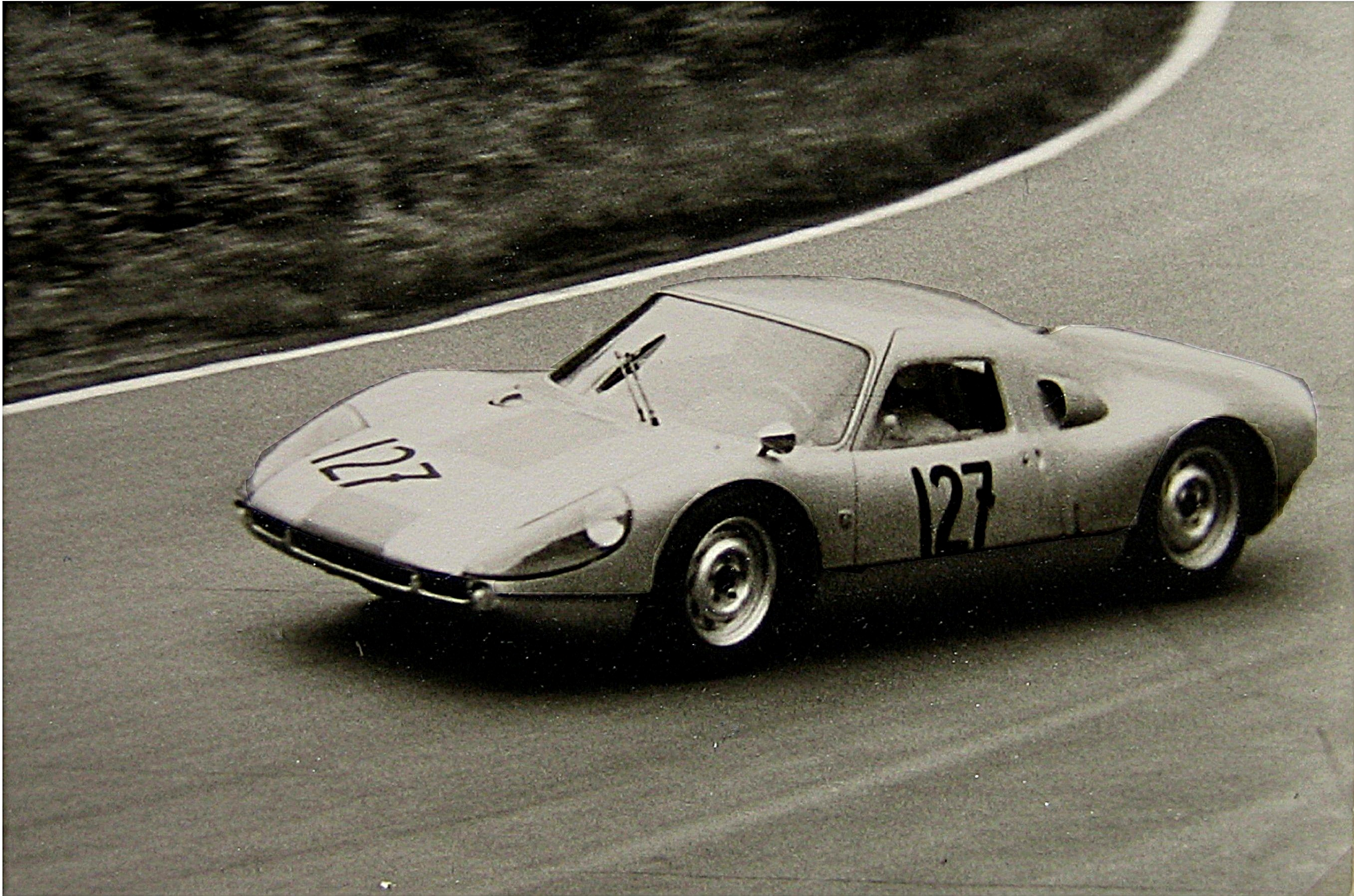
Edgar Barth w samochodzie Porsche 904-8 podczas treningu do wyścigu 1000 km Nürburgring (1964)

Edgar Barth (ur. 26 listopada 1917 roku w Herold, zm. 20 maja 1965 roku w Ludwigsburg) – niemiecki kierowca wyścigowy.

## Kariera wyścigowa
Barth urodził się w Herold. Rozpoczął swoją karierę jako motocyklista DKW, a później przeszedł do wyścigów samochodami sportowymi BMW. Wschodnioniemiecka fabryka BMW przekształciła się po wojnie w Eisenacher Motorenwerk (EMW). Prowadził samochód fabrycznego zespołu w Wschodnioniemieckich Mistrzostwach Formuły 2, które wygrał zarówno w 1952, jak i 1953 roku. W 1953 roku zezwolono mu na udział w trzech wyścigach na Zachodzie, w tym na jego pierwszym występie w Mistrzostwach Świata Formuły 1. Zajął piąte miejsce w niezaliczanym do mistrzostw wyścigu Eifelrennen, ale wycofał się z wyścigów Avusrennen oraz Grand Prix Niemiec.

## Wyniki w Formule 1
| Legenda oznaczeń w tabelach wyników Wyświetl szablon na nowej stronie | Legenda oznaczeń w tabelach wyników Wyświetl szablon na nowej stronie                                                                     |
| Oznaczenie                                                            | Wyjaśnienie |
| --------------------------------------------------------------------- | --- |
| Złoty                                                                 | Zwycięzca lub mistrzostwo |
| Srebrny                                                               | 2. miejsce lub wicemistrzostwo |
| Brązowy                                                               | 3. miejsce lub II wicemistrzostwo |
| Zielony                                                               | Ukończył, punktował (w klasyfikacji generalnej, gdy zdobył co najmniej jeden punkt na przestrzeni sezonu, poza trzema powyższymi opcjami) |
| Niebieski                                                             | Ukończył, nie punktował (w klasyfikacji generalnej, gdy nie zdobył co najmniej jednego punktu na przestrzeni sezonu)                      |
| Czerwony                                                              | Nie zakwalifikował się (NZ) |
| Czerwony                                                              | Nie prekwalifikował się (NPK) |
| Różowy                                                                | Nie ukończył (NU) |
| Różowy                                                                | Niesklasyfikowany (NS) (w klasyfikacji generalnej, gdy nie został sklasyfikowany w żadnym wyścigu sezonu)                                 |
| Czarny                                                                | Zdyskwalifikowany (DK) |
| Czarny                                                                | Wykluczony (WYK/EX) |
| Biały                                                                 | Nie wystartował (NW) |
| Biały                                                                 | Kontuzjowany (K/INJ) |
| Biały                                                                 | Wyścig odwołany (OD/C) |
| Bez koloru                                                            | Został wycofany (WYC/WD) |
| Bez koloru                                                            | Nie przybył (NP/DNA) |
| Bez koloru                                                            | Nie brał udziału w treningach (NT/DNP) |
| Bez koloru                                                            | Nie został zgłoszony (–) |
| Pogrubienie                                                           | Start z pole position |
| Kursywa                                                               | Najszybsze okrążenie wyścigu |
| †                                                                     | Nie ukończył, ale jego rezultat został zaliczony ze względu na przejechanie więcej niż 90% dystansu wyścigu.                              |
| *                                                                     | Sezon w trakcie |
| 1/2/3                                                                 | Punktowana pozycja w sprincie kwalifikacyjnym                                                                                             |
| Lista systemów punktacji Formuły 1                                    | |

| Rok  | Zespół                     | Bolid         | Silnik     | Wyniki w poszczególnych eliminacjach | Wyniki w poszczególnych eliminacjach | Wyniki w poszczególnych eliminacjach | Wyniki w poszczególnych eliminacjach | Wyniki w poszczególnych eliminacjach | Wyniki w poszczególnych eliminacjach | Wyniki w poszczególnych eliminacjach | Wyniki w poszczególnych eliminacjach | Wyniki w poszczególnych eliminacjach | Wyniki w poszczególnych eliminacjach | Wyniki w poszczególnych eliminacjach | Pozycja | Punkty |
| ---- | -------------------------- | ------------- | ---------- | ------------------------------------ | ------------------------------------ | ------------------------------------ | ------------------------------------ | ------------------------------------ | ------------------------------------ | ------------------------------------ | ------------------------------------ | ------------------------------------ | ------------------------------------ | ------------------------------------ | ------- | ------ |
| 1953 | Rennkollektiv EMW          | EMW R1/53     | EMW R6     | ARG                                  | 500                                  | HOL                                  | BEL                                  | FRA                                  | GBR                                  | GER                                  | SWI                                  | ITA                                  |                                      |                                      | NS      | 0      |
| 1953 | Rennkollektiv EMW          | EMW R1/53     | EMW R6     | -                                    | -                                    | -                                    | -                                    | -                                    | -                                    | NU                                   | -                                    | -                                    |                                      |                                      | NS      | 0      |
| 1957 | Dr Ing F Porsche KG        | Porsche 550RS | Porsche B4 | ARG                                  | MON                                  | 500                                  | FRA                                  | GBR                                  | GER                                  | PES                                  | ITA                                  |                                      |                                      |                                      | NS      | 0      |
| 1957 | Dr Ing F Porsche KG        | Porsche 550RS | Porsche B4 | -                                    | -                                    | -                                    | -                                    | -                                    | 12                                   | -                                    | -                                    |                                      |                                      |                                      | NS      | 0      |
| 1958 | Dr Ing F Porsche KG        | Porsche RSK   | Porsche B4 | ARG                                  | MON                                  | HOL                                  | 500                                  | BEL                                  | FRA                                  | GBR                                  | GER                                  | PRT                                  | ITA                                  | MAR                                  | NS      | 0      |
| 1958 | Dr Ing F Porsche KG        | Porsche RSK   | Porsche B4 | -                                    | -                                    | -                                    | -                                    | -                                    | -                                    | -                                    | 6                                    | -                                    | -                                    | -                                    | NS      | 0      |
| 1960 | Dr Ing F Porsche KG        | Porsche 718   | Porsche B4 | ARG                                  | MON                                  | 500                                  | HOL                                  | BEL                                  | FRA                                  | GBR                                  | PRT                                  | ITA                                  | USA                                  |                                      | NS      | 0      |
| 1960 | Dr Ing F Porsche KG        | Porsche 718   | Porsche B4 | -                                    | -                                    | -                                    | -                                    | -                                    | -                                    | -                                    | -                                    | 7                                    | -                                    |                                      | NS      | 0      |
| 1961 | Porsche System Engineering | Porsche 718   | Porsche B4 | MON                                  | HOL                                  | BEL                                  | FRA                                  | GBR                                  | GER                                  | ITA                                  | USA                                  |                                      |                                      |                                      | NS      | 0      |
| 1961 | Porsche System Engineering | Porsche 718   | Porsche B4 | -                                    | -                                    | -                                    | -                                    | -                                    | NW                                   | NW                                   | -                                    |                                      |                                      |                                      | NS      | 0      |
| 1964 | Rob Walker Racing Team     | Cooper T66    | Climax V8  | MON                                  | HOL                                  | BEL                                  | FRA                                  | GBR                                  | GER                                  | AUT                                  | ITA                                  | USA                                  | MEX                                  |                                      | NS      | 0      |
| 1964 | Rob Walker Racing Team     | Cooper T66    | Climax V8  | -                                    | -                                    | -                                    | -                                    | -                                    | NU                                   | -                                    | -                                    | -                                    | -                                    |                                      | NS      | 0      |